# Dierenpension

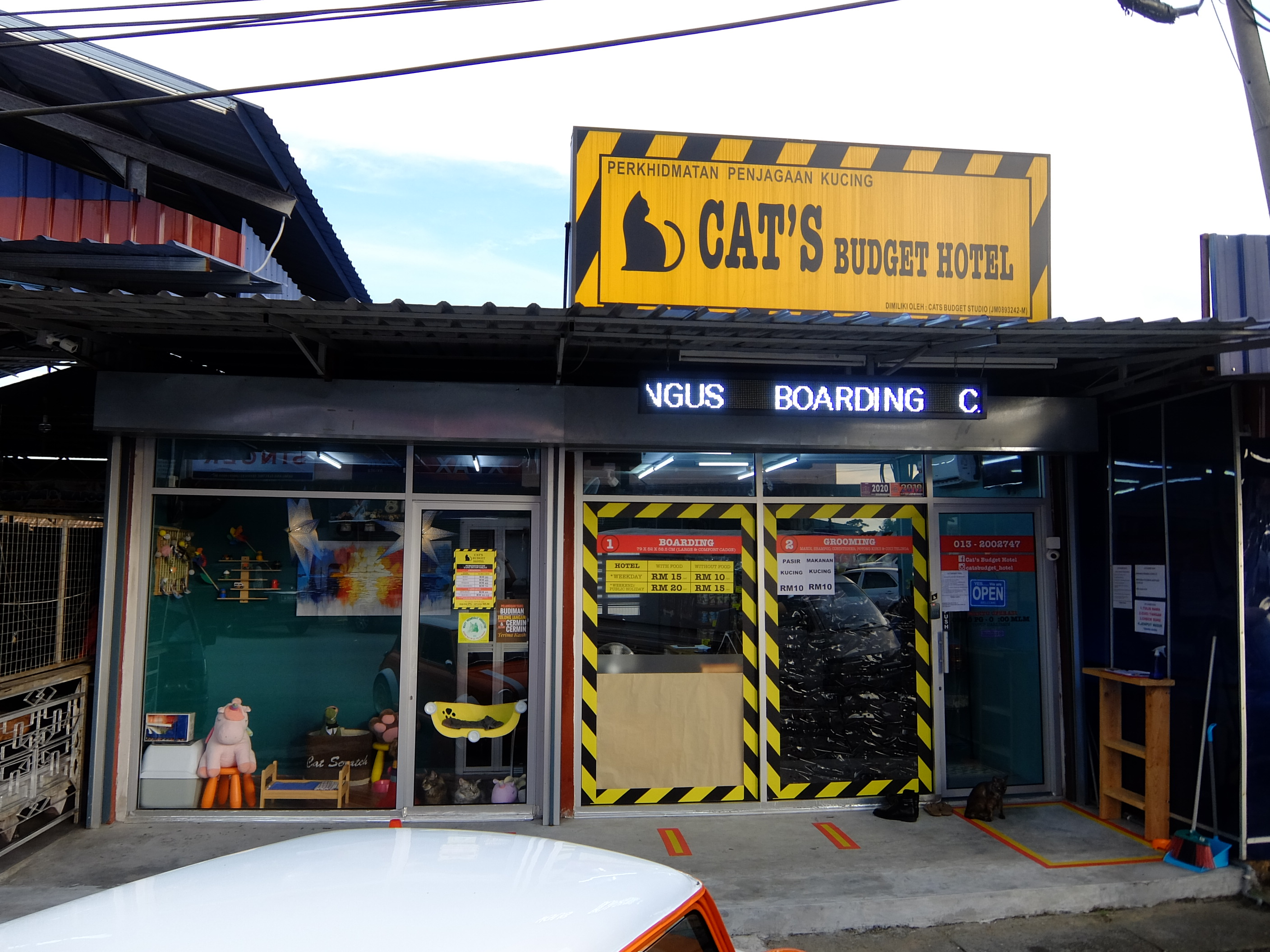
Dierenpension voor katten in Maleisië

Een dierenpension is een logeeradres waar men tegen betaling huisdieren voor enkele dagen tot weken onder kan brengen. In tegenstelling tot een dierenasiel wordt het dier na verloop van tijd (bijvoorbeeld na een vakantie) weer opgehaald door de eigenaren. Soms organiseert een dierenasiel tijdelijke verblijven voor dieren waarvoor de eigenaars tijdelijk niet kunnen zorgen (bijvoorbeeld vanwege vakantie). Het geld dat hiermee opgehaald wordt kan gebruikt worden om de onkosten voor de overige dieren te dekken.
Dieren kunnen in aparte hokken of gemeenschappelijke hokken opgevangen worden.
Een pension zorgt er normaliter voor dat het dier goed verzorgd is wanneer de eigenaar het weer op komt halen.

## Caviaopvang
In België en Nederland bestaan er verschillende locaties die cavia's opvangen. Dit kan permanent (asiel) of tijdelijk (pension) zijn.

## Hondenpension
Een hondenpension moet controleren of de hond gevaccineerd is tegen ziekten waaronder kennelhoest.
Honden zitten meestal in aparte hokjes en honden bijvoorbeeld worden meerdere malen per dag in groepjes, die met elkaar overweg kunnen, op een speelweide uitgelaten.